# Ziziphus cupularis
Ziziphus cupularis är en brakvedsväxtart som beskrevs av Karl Suessenguth och Overk.. Ziziphus cupularis ingår i släktet Ziziphus och familjen brakvedsväxter. Inga underarter finns listade i Catalogue of Life.